# A szolga
A szolga (eredeti cím: The Servant) 1963-ban bemutatott fekete-fehér brit filmdráma Joseph Losey rendezésében. A forgatókönyvet Harold Pinter írta, Robin Maugham 1948-as The Servant című kisregényéből. A főbb szerepekben Dirk Bogarde, Sarah Miles, James Fox és Wendy Craig látható.
1963 szeptemberében mutatták be a 24. Velencei Nemzetközi Filmfesztiválon, majd november 14-én a londoni mozikban. Pozitív kritikákat kapott, a 17. BAFTA-gálán számos díjat és jelölést szerzett. 
A 20. századi brit filmművészet legjobbjai közt tartják számon.

## Cselekmény
Tony gazdag londoni fiatalember, saját bevallása szerint Brazíliában tervez városokat felépíttetni. Új, angliai otthonába beköltözve felfogad lakájként egy Hugo Barrett nevű férfit. Barrett könnyedén veszi a munka kihívásait és gazdájával – eltérő társadalmi osztályukhoz méltó kereteken belül – jó viszonyt alakít ki. Ez azonban megváltozik, amikor Tony barátnője, Susan találkozik a szolgálóval. A nő gyanúsan tekint rá és arra kéri barátját, mondjon fel alkalmazottjának, de ő ezt visszautasítja.
Hogy szeretőjét, Verát is maga mellett tudhassa, Barrett meggyőzi munkaadóját egy szobalány szükségességéről. Amikor Tony ebbe beleegyezik, Barrett a nővéreként mutatja be a lányt. Barrett bátorítására Vera elcsábítja új főnökét. Amikor Tony és Susan előbb ér haza vakációjukról, megdöbbenve találják Barrett-et és Verát az ágyban. A "vérfertőzés" miatti dühében Tony Barrettre támad, de az elmagyarázza valódi kapcsolatát a lánnyal, aki állítása szerint a menyasszonya. Verával nyilvánvalóvá teszik azt is, hogy korábban Tony is szexuális kapcsolatba került a szobalánnyal, Susan döbbenetére. Tony elküldi őket és Susan is távozik.
Tony azonban már túlságosan függ Barrett és Vera szolgálataitól. Részegessé válik, amit az is súlyosbít, hogy Susan nem válaszol a telefonhívásaira. Tony egy bárban összefut volt szolgálójával, és ő visszakönyörgi magát az állásba. Ennek érdekében előad egy kitalált sztorit, mely szerint Vera belőle is bolondot csinált.
A két férfi kapcsolata azonban gyökeresen megváltozik: a korábban szerény Barrett immár hatalmaskodik munkaadója felett, míg az gyerekesen kezd viselkedni. A szolgáló Verát is visszahívja a házba. Susan felbukkan és megpróbálja visszahívni magához Tonyt. A férfi azonban már teljes mértékben az őt alkohollal és prostituáltak társaságával ellátó Barrett-től függ. Susan váratlanul megcsókolja a lakájt, aki erőszakosan viszonozza ezt. A részeg Tony megpróbál közbeavatkozni, de elesik és a prostituáltak kinevetik. Tonyból ekkor kirobban dühe, ezért Barrett mindenkit elküld a házból. Távozása előtt Susan egyik ékszerével megpofozza Barrett arcát, ezután az egy pillanatra megdöbbent férfi felsegíti rá kabátját és a nő távozik.
Barrett felsétál az emeletre, ahol Vera vár rá, elhaladva a részegen a földön heverő és egy italt szorongató munkaadója mellett.

## Szereplők
| Szerep                      | Színész          | Magyar hang    |
| --------------------------- | ---------------- | -------------- |
| Hugo Barrett                | Dirk Bogarde     | Kautzky József |
| Vera                        | Sarah Miles      | Almási Éva     |
| Susan Stewart               | Wendy Craig      | Földi Teri     |
| Tony                        | James Fox        | Tordy Géza     |
| Lady Agatha Mounset         | Catherine Lacey  |                |
| Lord Willie Mounset         | Richard Vernon   |                |
| püspök az étteremben        | Patrick Magee    |                |
| segédlelkész az étteremben  | Alun Owen        |                |
| idősebb nő az étteremben    | Doris Nolan      |                |
| fiatalabb nő az étteremben  | Jill Melford     |                |
| előkelő nő az étteremben    | Ann Firbank      |                |
| előkelő férfi az étteremben | Harold Pinter    |                |
| lány a telefonfülke előtt   | Dorothy Bromiley |                |
| dzsesszbanda vezetője       | Johnny Dankworth |                |
| önmaga (a pubban)           | Davy Graham      |                |

## Fogadtatás

### Kritikai visszhang
A Rotten Tomatoes-on 51 kritika összegzése alapján 90%-os értékelésen áll. A weboldal szöveges összefoglalója szerint „nem kismértékben Joseph Losey rendező és Harold Pinter forgatókönyvíró kiváló munkájának köszönhetően A szolga művészi precizitással sújt le a társadalmi osztályok közti megosztottságra.”

### Díjak és jelölések
| Szervezet                                               | Év   | Kategória                            | Jelölt mű                                   | Eredmény | Ref.  |
| ------------------------------------------------------- | ---- | ------------------------------------ | ------------------------------------------- | -------- | ----- |
| British Academy of Film and Television Arts (BAFTA-díj) | 1964 | legjobb brit színész                 | Dirk Bogarde                                | Elnyerte | [ 7 ] |
| British Academy of Film and Television Arts (BAFTA-díj) | 1964 | legjobb brit színésznő               | Sarah Miles                                 | Jelölve  | [ 7 ] |
| British Academy of Film and Television Arts (BAFTA-díj) | 1964 | legjobb operatőr (fekete-fehér film) | Douglas Slocombe                            | Elnyerte | [ 7 ] |
| British Academy of Film and Television Arts (BAFTA-díj) | 1964 | legjobb brit film                    | Joseph Losey és Norman Priggen (producerek) | Jelölve  | [ 7 ] |
| British Academy of Film and Television Arts (BAFTA-díj) | 1964 | legjobb film bármilyen forrásból     | Joseph Losey és Norman Priggen (producerek) | Jelölve  | [ 7 ] |
| British Academy of Film and Television Arts (BAFTA-díj) | 1964 | legjobb brit forgatókönyv            | Harold Pinter                               | Jelölve  | [ 7 ] |
| British Academy of Film and Television Arts (BAFTA-díj) | 1964 | legígéretesebb elsőfilmes főszereplő | James Fox                                   | Elnyerte | [ 7 ] |
| British Academy of Film and Television Arts (BAFTA-díj) | 1964 | legígéretesebb elsőfilmes főszereplő | Wendy Craig                                 | Jelölve  | [ 7 ] |
| Velencei Nemzetközi Filmfesztivál                       | 1964 | Arany Oroszlán díj                   | Joseph Losey                                | Jelölve  |       |

## Fordítás
- Ez a szócikk részben vagy egészben  a   The Servant (1963 film) című angol Wikipédia-szócikk ezen változatának fordításán alapul.  Az eredeti cikk szerkesztőit annak laptörténete sorolja fel. Ez a jelzés csupán a megfogalmazás eredetét és a szerzői jogokat jelzi, nem szolgál a cikkben szereplő információk forrásmegjelöléseként.